# Claude Lemieux
Claude Percy Lemieux (Buckingham, 16 luglio 1965) è un ex hockeista su ghiaccio e dirigente sportivo canadese naturalizzato statunitense, noto per aver vinto quattro Stanley Cup ed essere stato uno dei dieci giocatori a vincerla con tre squadre diverse (Montreal Canadiens, New Jersey Devils e Colorado Avalanche).

## Carriera
La vittoria del 1995, ottenuta con la squadra di Newark (l'unica con cui abbia vinto due coppe) gli fruttò, grazie ai 13 gol realizzati nei playoff, anche il Conn Smythe Trophy. A seguito del suo primo ritiro, nel 2005, ricoprì il ruolo di presidente dei Phoenix RoadRunners, squadra della ECHL. Tra il 2008 ed il 2009 tornò brevemente sul campo da hockey, giocando in Cina per i China Sharks di Shanghai e poi in NHL per i San Jose Sharks, cui la squadra orientale era affiliata. Dal 26 giugno 2009 è anche cittadino statunitense.
Oltre che per le qualità sportive, Lemieux è noto per i suoi atteggiamenti aggressivi: durante una gara tra i Canadiens ed i Calgary Flames, morse un dito del giocatore avversario Jim Peplinski, ed inoltre fu tra i protagonisti della Brawl in hockeytown del 26 marzo 1997 tra i suoi Avalanche ed i Detroit Red Wings. Importante ricordare che non c'è nessun legame di parentela tra Claude e Mario Lemieux, ex giocatore dei Pittsburgh Penguins.